# Psalmer för bruk vid krigsmakten (1961)
Psalmer för bruk vid krigsmakten är ett 32-sidigt häfte med valda psalmer och verser ur 1937 års psalmbok för den svenska krigsmaktens behov. Psalmbokens numrering har behållits, dock utan rubrikerna för de olika avdelningars syften. 
Tryckningen gjordes 1961 hos tryckeriet "Br. Carlsson" i Varberg. 
Boken innehåller inget register, som psalm-, vers- eller författareregister, men författare anges vid respektive psalm. 
Ackompanjemang till 1937 års psalmbok återfinns i 1939 års koralbok.